# Pegnitz (città)
Pegnitz è una città nel circondario di Bayreuth nella regione dell'Alta Franconia, in Baviera, Germania. Presso di essa si trova la sorgente del fiume Pegnitz.
I quartieri (Ortsteile) di Pegnitz sono: 
| - Bodendorf - Bronn - Buchau - Büchenbach - Hainbronn - Hammerbühl - Hedelmühle - Heroldsreuth - Herrenmühle | - Horlach - Hufeisen - Kaltenthal - Kleinkrausmühle - Körbeldorf - Kotzenhammer - Langenreuth - Leups - Lobensteig | - Lüglas - Nemschenreuth - Neudorf - Neuhof - Penzenreuth - Pertenhof - Reisach - Stein - Stemmenreuth | - Trockau - Troschenreuth - Vestenmühle - Weidelwangermühle - Weidmannshöhe - Willenberg - Willenreuth - Zips |